# فرس البحر الفيشري
فرس البحر الفيشري (الاسم العلمي: Hippocampus fisheri) (بالإنجليزية: Fisher's seahorse)‏ هو نوع من الأسماك يتبع جنس فرس البحر من فصيلة زمارات البحر.